# Термоплазма
Термопла́зма (Thermoplasma) — рід архей, представники якого (разом із спорідненим родом Ферроплазма) не мають клітинної стінки. Представники роду екстремальні ацидофіли і термофіли, що оптимально ростуть у складних середовищах при температурах близьких до 55 °C та кислотності pH 2. Зараз добре описані два види термоплазм: Thermoplasma acidophilum і Thermoplasma volcanium. Ці археї — факультатівні аероби, що можуть рости аеробно або за допомогою сірчаного дихання. Більшість штамів термоплазм виділені з відходів вугілля, піриту або інших органічних речовин, що спонтанно нагріваються, звичайно елементів порожньої породи вугольних шахт. Спонтанне нагрівання таких речовин створює добрі умови для росту термоплазм, які харчуються органічними речовинами цих середовищ. Вид Thermoplasma volcanium, відкритий у 1988 році, був ізольований з гарячих кислих ґрунтів, зібраних у різних частинах світу. Його представники відрізняються значною рухливістю за допомогою численних джгутиків.
Щоб витримати осмотичний тиск без клітинної стінки та витримати подвійні екстремальні умови високих температур та високої кислотності, термоплазма розвинула унікальну структуру мембрани. Її мембрана містить матеріал ліпоглікан, що нагадує ліпосахариди. Ця речовина складається з тетраетерного ліпідного моношару з манозними або глюкозними групами. Ця молекула складає основну частину ліпідів організму. Мембрана також містить глікопротеїни, але не стероли. Такий склад робить мембрану стійкою до кислих гарячих середовищ.
Геном термоплазми також дуже цікавий. Як і мікоплазма, термоплазма має дуже маленький геном, лише 1,5 Mbp (мільйонів пар основ). На додаток, ДНК термоплазми утворює комплекс з дуже основними (позитивно зарядженими) білками, які оранізують ДНК в глобулярні частинки, що нагадують нуклеосоми еукаріотичних клітин. Цей білок гомологічний основним гістонам еукаріотів. Подібні білки були знайдені ще в кількох видів Euarchaeota.

## Зовнішні посилання
- Thermoplasma volcanium (англ.)
- Thermoplasma acidophilum (англ.)
- Послідовніть геному  термоацидофільного організму Thermoplasma acidophilum (англ.)